# Vinhais Velho
O Vinhais Velho é um bairro da cidade de São Luís, também conhecido pela sua importância histórico-cultural, em razão do sítio arqueológico existente na região. É o bairro mais antigo da cidade. 

## História
Inicialmente, o local era habitado pelos índios tupinambás, onde existia a aldeia de Eussaup ("lugar onde se comem caranguejos"), até ser conquistado pelos franceses em 1612, no processo de formação da França Equinocial.
A aldeia também ficou conhecida como Miganville, em razão de nela residir o francês David Migan, que se tornou uma liderança entre os indígenas e servia de tradutor para a administração francesa.
Em 1615, os portugueses tomaram o controle de São Luís, tendo sido instalada a primeira missão jesuíta do Maranhão, passando a se chamar Uçaguaba e, posteriormente, Aldeia da Doutrina.
Com a expulsão dos padres jesuítas pela Coroa Portuguesa, seus bens foram confiscados e a Aldeia da Doutrina tornou-se a Vila de Vinhais, contando com Câmara e juiz. Sua origem seria a vila portuguesa de Vinhais, localizada no distrito de Bragança.
Em 1835, a Vila do Vinhais foi incorporada ao município de São Luís.
Passou a se chamar Vinhais Velho com o surgimento do Conjunto Habitacional Vinhais (1979) e do Recanto do Vinhais.
O Vinhais Velho abriga uma comunidade de 3 mil moradores, muitos deles pessoas humildes e descendentes das antigas populações coloniais e pré-coloniais. O bairro tem ainda a Igreja de São João Batista, o Cemitério do Vinhais Velho (construído em 1690), e o Porto do Vinhais Velho, feito com pedras e utilizado pelos pescadores, catadores de caranguejos marisqueiros da região para atracar canoas, que já foram o principal meio de transporte no igarapé do Vinhais, afluente do rio Anil. O estilo de vida rural da comunidade seria bastante afetado pela construção da Via Expressa.

## Igreja de São João Batista
No local, foi construída a Igreja de São João Batista, a mais antiga da ilha, em 1622, construída em taipa e telha de barro. Outros estudiosos, no entanto, acreditam que foi fundada no ano de 1612, quando índios e padres capuchinhos franceses teriam erguido uma capela. Em 1698, foi reedificada em pedra e cal.
A igreja desabou no século XIX e foi reconstruída entre 1829 e 1838. Passou novamente por reformas em 1854, reconstruída em 1875 (após novamente arruinada, dando sua configuração arquitetônica atual) e restaurada em 1985.
Continua abrigando a paróquia do Vinhais Velho, sendo um centro religioso do bairro, com festividades acontecendo no seu Largo. Também abriga um memorial histórico (Memorial do Vinhais Velho), com objetos encontrados em escavações no sítio arqueológico e documentos antigos.

## Construção da Via Expressa
Em 2011, o governo estadual anunciou a construção da Via Expressa (MA-207 ou Avenida Joãosinho Trinta), com 10 quilômetros, ligando o bairro do Jaracaty ao Ipase, em comemoração aos 400 anos da cidade.
Um trecho da obra passaria pelo bairro, com a construção de uma ponte, e levaria a desapropriações de casas e à mudança nos hábitos de vida da comunidade, que seria dividida ao meio pela via. Também foi criticada pela destruição da vegetação do Sítio Santa Eulália. O fato resultou na mobilização dos habitantes do Vinhais Velho e de diversos movimentos sociais para preservação do patrimônio histórico e cultural, levando a disputas judiciais e à suspensão das obras. Também foram realizados protestos, ocorrendo intervenção das forças policiais.
Nesse período, o IPHAN realizou um processo de coletas de objetos, tendo sido encontrados: machadinhos, pontas de lanças, vasos em cerâmicas, dentre outros, num total de 715 objetos. Além disso, foram encontrados três sambaquis, com datação possível de até 9 mil anos. Parte dessas peças encontram-se na Sala de Memória do Vinhais Velho (Memorial do Vinhais Velho), um anexo construído na Igreja de São João Batista, inaugurada em 2014. No mesmo ano, também foi reconhecido como patrimônio cultural imaterial do Maranhão.
Apesar das disputas judiciais, foi dada continuidade à obra, havendo uma inauguração parcial da via em 2012 (conforme data inicial de previsão) e outra em 2014, embora continuasse a sofrer com críticas com relação à infraestrutura.